# Das Nadelöhr
Das Nadelöhr (Originaltitel: Eye of the Needle) ist die siebente Episode der ersten Staffel der US-amerikanischen Science-Fiction-Fernsehserie Star Trek: Raumschiff Voyager. Sie wurde in englischer Sprache erstmals am 20. Februar 1995 auf UPN ausgestrahlt. In Deutschland war sie zum ersten Mal am 26. Juli 1996 in einer synchronisierten Fassung bei Sat.1 zu sehen.

## Handlung
Die Voyager entdeckt die Anzeichen eines Wurmlochs und ändert den Kurs, um es zu untersuchen, in der Hoffnung, dass es dazu genutzt werden kann, die Reise der Voyager zur Erde zu verkürzen. Zur Enttäuschung der Besatzung handelt es sich um ein zerfallendes Mikro-Wurmloch, dessen Öffnung nur einen Durchmesser von etwa 30 Zentimetern hat. Captain Janeway vermutet jedoch, dass es zur Übermittlung einer Nachricht in den Alpha-Quadranten genutzt werden könnte, und lässt eine Mikrosonde in das Wurmloch eindringen, um dessen Ausgang zu finden.
Die Sonde bleibt in den Gravitationswirbeln stecken und kann nicht weiterfliegen. In der Zwischenzeit untersucht ein Schiff am anderen Ende des Wurmlochs die Sonde und macht Scans von ihr. Die Besatzung der Voyager entdeckt die Scans und nimmt Kontakt auf, indem sie die Sonde als Kommunikationsrelais benutzt. Das Schiff gibt sich als ein romulanisches Schiff im Alpha-Quadranten zu erkennen. Janeway bittet den romulanischen Captain, den Wissenschaftler Telek R'Mor, Nachrichten der Besatzung an ihre Familien und die Sternenflotte zu übermitteln. Er weigert sich zunächst, lenkt aber ein, als Janeway ihn nach seiner eigenen Familie fragt, die sich weit weg auf Romulus befindet.
Schon bald schlägt Chefingenieurin Torres Janeway vor, die Sonde als Relais nicht nur für die Kommunikation, sondern auch für den direkten Rücktransport der Besatzung in den Alpha-Quadranten zu verwenden. Die Tests werden durchgeführt und für gut befunden. Der romulanische Captain erklärt sich bereit, zur Voyager zu beamen, um die Sicherheit des Transports einer Lebensform zu bestätigen, und wird ein Hilfsschiff für ein Rendezvous und die Aufnahme der Voyager-Crew organisieren. Er wird dann erfolgreich zur Voyager transportiert.
Dort fällt dem Sicherheitschef Tuvok auf, dass der Gast aus dem Jahr 2351 stammt, das 20 Jahre zurückliegt. Wenn die Voyager-Crew in den Alpha-Quadranten gebeamt würde, würde sich also die Geschichte ändern; ebenso, wenn der Wissenschaftler in 20 Jahren die Sternenflotte davor warnen würde, die Voyager in die Badlands zu schicken. Folglich wird er nur mit der Bitte zurückgebeamt, 20 Jahre später persönliche Botschaften der Voyager-Besatzung an die Sternenflotte weiterzuleiten.
Nachdem R'Mor auf sein Schiff zurückgebeamt wurde, enthüllt Tuvok, dass er bei der Untersuchung der Datenbanken des Computers herausgefunden hat, dass R'Mor vier Jahre vor dem Verlassen des Alpha-Quadranten gestorben ist. Die Besatzung hofft, dass R'Mor es arrangiert hat, dass jemand anderes die Botschaften nach seinem Tod ausliefert, aber sie haben keine Möglichkeit, es mit Sicherheit zu wissen.

## Produktion

### Darsteller
Vaughn Armstrong, Darsteller von Telek R’Mor, hatte zuvor bereits den Klingonen Korris in Folge 1.20 (Worfs Brüder) von Raumschiff Enterprise – Das nächste Jahrhundert und den Cardassianer Gul Danar in Folge 1.03 (Die Khon-Ma) von Star Trek: Deep Space Nine gespielt. Er spielte noch zahlreiche weitere Gastrollen in den Serien Star Trek: Deep Space Nine, Star Trek: Raumschiff Voyager und Star Trek: Enterprise. In Star Trek: Enterprise spielte er zudem die mehrfach auftretende Nebenfigur des Admirals Maxwell Forrest.
Tom Virtue spielte Lieutenant Walter Baxter noch einmal in Folge 2.06 (Die Raumverzerrung) von Star Trek: Raumschiff Voyager. Er spielte außerdem den Quarren-Supervisor in der Doppelfolge 7.16/17 (Arbeiterschaft) von Star Trek: Raumschiff Voyager.

## Rezeption
Im Jahr 2016 stufte Vox diese Episode als eine der 25 wichtigsten Episoden von Star Trek ein.
Phil Pirrello erstellte 2020 auf syfy.com eine Liste der 15 besten Folgen von Star Trek: Raumschiff Voyager. Das Nadelöhr landete dabei auf Platz 14.
Keith DeCandido bewertete Das Nadelöhr 2020 auf tor.com als eine großartige Folge von Star Trek: Raumschiff Voyager. Jede Serie, die auf ein bestimmtes Ziel hin ausgerichtet ist, steht vor dem Problem, dass die Figuren regelmäßig daran scheitern müssen, es zu erreichen, und dass den Zuschauern zugleich stets klar ist, dass sie scheitern werden – denn ansonsten wäre die Serie vorzeitig zu Ende. In Das Nadelöhr wird dieses Problem elegant gelöst, indem schon am Anfang klargemacht wird, dass das Wurmloch sich nicht für die ersehnte Heimreise eignet. Von da an schafft es die Folge vorzüglich, immer wieder Hoffnungen aufzubauen und ihnen sogleich einen Dämpfer zu verpassen. Sowohl die Figur des Telek R'Mor als auch die sich allmählich entwickelnde respektvolle Freundschaft zwischen ihm und Janeway fand DeCandido großartig gespielt. Auch die Nebenhandlung um den Doktor gefiel ihm sehr gut. Als einzigen nennenswerten Kritikpunkt führte DeCandido an, dass kein einziger der von der Besatzung geschriebenen Briefe zu sehen war. Hierdurch wurde eine Chance zur Weiterentwicklung der Hauptfiguren verpasst.
Jen Watson erstellte 2023 auf screenrant.com eine Liste der 20 besten Folgen von Star Trek: Raumschiff Voyager. Das Nadelöhr landete dabei auf Platz 17.